# Kulindadromeus zabaikalicus
Kulindadromeus zabaikalicus es la única especie conocida del género extinto Kulindadromeus de dinosaurio neornitisquio basal, que vivó a mediados del período Jurásico, hace aproximadamente entre 168 a 166 millones de años atrás, durante el Bathoniense, en lo que es hoy Asia. La presencia de protoplumaje 
es evidencia de que este es basal a Dinosauria en su conjunto, en lugar de sólo a Coelurosauria, como se sospechaba previamente.

## Descripción

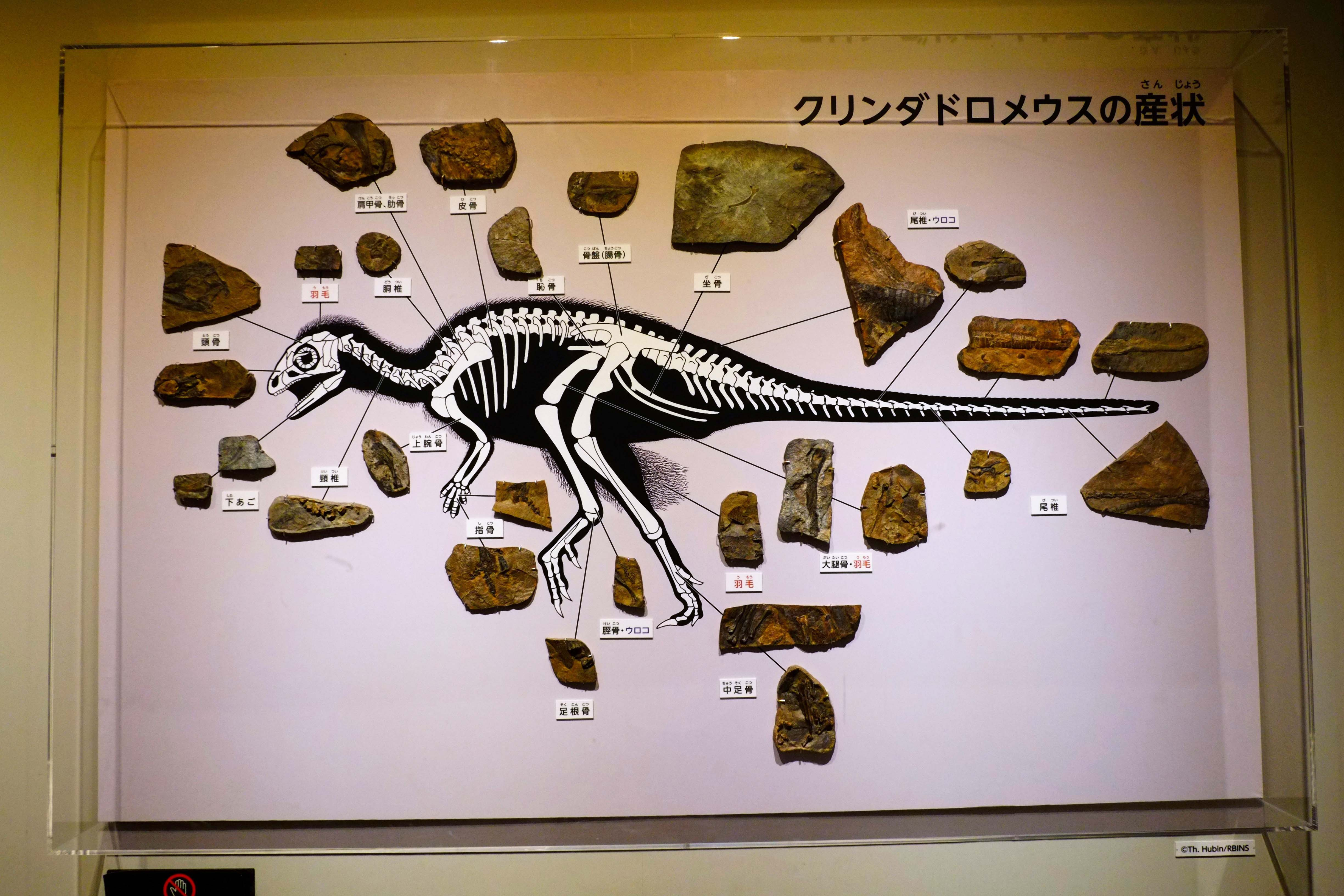
Elementos fósiles de Kulindadromeus.

Como otros neornitisquios primitivos, Kulindadromeus es un corredor bípedo, aproximadamente de 1.5 metros de longitud corporal. Tenía una cabeza corta, miembros delanteros cortos con patas traseras y cola largas.
Los descriptores de Kulindadromeus establecieron algunos rasgos distintivos. El ramo ascendente frontal del maxilar es mucho más bajo que el ramo ascendente posterior. La fenestra maxilar es más grande que fenestra anteorbital, que es usualmente la mayor abertura craneal en la zona del hocico. El ramo del yugal que va al postorbital tiene una muesca. El postorbital tiene un ramo posterior que se expande verticalmente. La hoja del ilion es más delgada en vista lateral. Los metatarsos segundo, tercero y cuarto poseen profundos surcos para la inserción de los tendones de los músculos extensores.
El hallazgo de Kulindadromeus es significativo debido a que varios de los especímenes muestran grandes porciones de su integumento. Estos incluyen filas de escamas imbricadas en la parte superior de su cola y también una cubierta de escamas que se ramifican en estructuras semejantes a plumas, que hasta su descubrimiento se creían que eran exclusivas de los Theropoda, pertenecientes a otra rama de los dinosaurios, los saurisquios. Los restos de plumas descubiertos son de tres tipos, complejizando el entendimiento de la evolución de las plumas en los dinosaurios. El primer tipo consiste en filamentos similares a pelo que cubren el tronco, cuello y cabeza. Estos miden más de 3 centímetros de largo y se parecen a las protoplumas o plumas de estado I que ya eran conocidas en terópodos como Sinosauropteryx. El segundo tipo es representado por un grupo de seis o siete filamentos de más de 1,5 centímetros de largo que se proyectan hacia abajo, todos originándose de una placa base. Estas se encuentran en la parte superior del brazo y el muslo, y se asemejan a las plumas de estado III de los terópodos. Las placas de base se ordenan en un patrón hexagonal sin tocarse entre sí. El tercer tipo es único, y se encuentra en la zona inferior de las patas, consistiendo en manojos de seis o siete estructuras en forma de cinta, de más de 2 centímetros de largo. Cada una de estas cintas se compone a su vez de cerca de diez filamentos paralelos de más de 0,1 milímetros de ancho.
Además hay tres tipos de escamas. Hay unas escamas hexagonales que se solapan entre sí, de más de 3,5 milímetros de diámetro, encontradas en la parte inferior de las espinillas. Pequeñas escamas redondeadas que no se superponen, de menos de 1 milímetro en sección transversal, cubren las manos, tobillos y pies. La parte superior de la cola está cubierta por cinco filas longitudinales de escamas rectangulares arqueadas, que miden uno por dos centímetros. En estas escamas el borde de salida de cada escama se superpone levemente al borde frontal de la escama situada detrás. Por su parte, en el medio se halla una pequeña púa que se proyecta hacia adelante, cubriendo el borde de salida de la escama precedente. De esta manera se forma una fila imbricada. La superficie de estas escamas es lisa y tiene poco grosor, de menos de 0,1 milímetros. Los autores consideraron improbable que estas estructuras fueran escudos óseos de la piel, osteodermos. Hacia el final de la cola, las escamas se vuelven más pequeñas y más redondeadas; estas ya no se superponen más entre sí.

## Descubrimiento e investigación

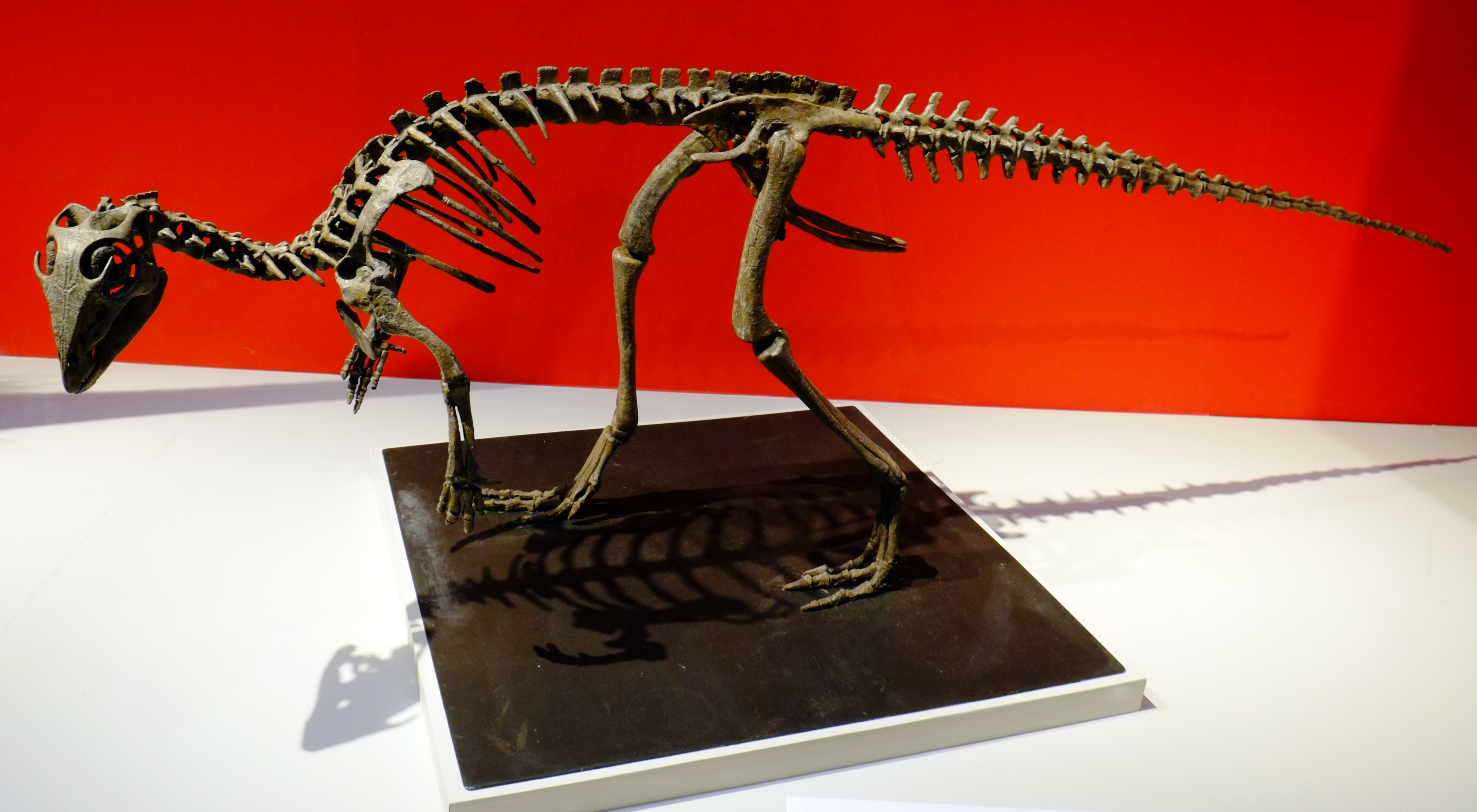
Reconstrucción del esqueleto.

La especie tipo, Kulindadromeus zabaikalicus fue nombrada y descrita en 2014 por Pascal Godefroit, Sofia Sinitsa, Danielle Dhouailly, Yuri Bolotsky, Alexander Sizov, Maria McNamara, Michael Benton y Paul Spagna. El nombre del género se deriva del sitio de Kulinda con la palabra griega δρομεύς, dromeus, "corredor". El nombre de la especie se refiere a la región de Zabaikal.
El fósil holotipo, INREC K3/109, fue hallado en una capa de la Formación Ukureyskaya que data de mediados a finales del Jurásico, en las etapas del Bajociano al Titoniense. Consiste en un cráneo parcial. Las capas de cenizas volcánicas de la formación forman un Konservat-Lagerstätte, un sitio fósil con preservación excepcional. Desde 2010 en adelante, el área ha producido una considerable cantidad de material fósil adicional, incluyendo individuos subadultos y juveniles. Anteriormente, en el mismo año de 2014, se nombraron otros dos géneros de este mismo material, Kulindapteryx y Daurosaurus. De acuerdo con Godefroit, esta publicación anterior se basó en especímenes robados, y debería ser ignorada. El material consiste en seis cráneos, y cientos de esqueletos desarticulados hallados en dos lechos de huesos. Cada elemento del esqueleto muestra que había un único morfotipo y Godefroit y colaboradores concluyeron que, contrariamente a la publicación anterior, estos lechos de huesos solo representan a una única especie.

## Clasificación
Según un análisis cladístico realizado por los autores que lo describen, Kulindadromeus es un miembro basal del Neornithischia, ubicado justo por encima de Hexinlusaurus en el árbol evolutivo. Es la especie hermana de los Cerapoda . Godefroit y colaboradores concluyeron que los filamentos antes reportados en otros Ornithischia, particularmente en Psittacosaurus y Tianyulong, podrían ser homólogos a las "protoplumas" halladas en los terópodos no avianos. Esto podría implicar que las plumas son un rasgo primigenio de los Dinosauria en general y también podría serlo del grupo mayor Archosauromorpha, dada la presencia de estructuras similares entre los Pterosauria. Un intento de reconstruir el probable estado ancestral de los dinosaurios descubrió que era probable que tanto Ornithodira como Dinosauria fueran ancestralmente escamosos, sin embargo, este resultado solo se obtuvo al suponer que los primeros pterosaurios eran escamosos. Bajo el supuesto de que los primeros pterosaurios tenían un tegumento filamentoso, se hizo mucho más probable que Ornithodira y Dinosauria fueran ancestralmente filamentosos.